# 우크라이나의 올리가르히
우크라이나의 올리가르히(우크라이나어: українські олігархи)는 1991년 우크라이나 독립 국민투표 이후 우크라이나의 경제 및 정치 무대에 등장한 사업 올리가르히들을 말한다. 이 시기 우크라이나는 국가 소유 자산의 급속한 민영화를 거치며 시장 경제로 전환하고 있었다. 이러한 발전은 소련 해체 이후 인접한 다른 구소련 국가들의 상황과 유사했다. 친서방 성향의 출처들은 정치 개혁이나 부패 척결 조치의 부재, 그리고 국내 및 지역 정치에 대한 우크라이나 올리가르히들의 영향력, 특히 그들의 러시아와의 연계에 대해 비판해왔다.
2008년, 우크라이나에서 가장 부유한 50명의 올리가르히가 보유한 총자산은 우크라이나 국내총생산(GDP)의 85%에 달했다. 2013년 11월에는 이 수치가 GDP의 45%로 줄어들었다. 2014년 우크라이나 GDP는 7% 감소했고, 2015년에는 12% 하락했다. 2015년까지, 러시아-우크라이나 전쟁의 영향으로 당시 가장 부유하고 영향력 있는 우크라이나인 5명 (리나트 아흐메토프, 빅토르 핀추크, 이호르 콜로모이스키, 헤나디 보홀류보우, 유리 코시우크)의 총자산은 2014년 216억 달러에서 2015년 6월, 118억 5천만 달러로 줄어들었다. 《더 뉴 보이스 오브 우크라이나》의 2023년 11월, 조사에 따르면, 우크라이나에는 단 두 명의 억만장자만 남아 있었으며, 이들은 리나트 아흐메토프 (65억 9천만 달러)와 빅토르 핀추크 (17억 2천만 달러)였다. 2022년 11월에는 억만장자가 9명이었다. 2022년 2월, 러시아의 우크라이나 침공과 그로 인한 우크라이나 경제의 부정적 영향이 억만장자 수 감소로 이어졌다.

## 같이 보기
- 러시아의 올리가르히
- 과두제
- 강도남작
- 우크라이나의 부정부패
- 우크라이나의 정당